# Vladimir Koman
Vladimir Koman Jr (ukr. Володимир Володимирович Коман, Wołodymyr Wołodymyrowycz Koman; ur. 16 marca 1989 w Użhorodzie) – węgierski piłkarz pochodzenia ukraińskiego, grający w indyjskim klubie Chennaiyin FC. Były reprezentant Węgier.

## Początkowa kariera
Koman urodził się w Użhorodzie na Ukrainie. Gdy był dzieckiem, jego rodzina przeniosła się do Szombathely, gdzie grał w klubie Haladás Szombathely i zadebiutował w nim w lidze NB II mając zaledwie 15 lat. Jego ojciec, Wołodymyr Koman, również był piłkarzem.
W 2005 roku Koman przeszedł do Sampdorii. Zadebiutował w Serie A 7 kwietnia 2007 w meczu przeciwko Torino FC i zaliczył asystę przy bramce Emiliana Bonazzolego. W sezonie 2008/2009 wypożyczony został do Avellino, a sezon 2009/2010 spędził na wypożyczeniu w Bari. W 2012 roku odszedł do AS Monaco, a jeszcze w tym samym roku przeszedł do FK Krasnodar. W sezonie 2013/2014 był wypożyczony do Urału Jekaterynburg. W 2015 przeszedł do Diósgyőri VTK i spędził w węgierskiej ekstraklasie 1,5 sezonu. Przed sezonem 2016/2017 został zawodnikiem Adanasporu. W pierwszym sezonie jego drużyna spadła z Süper Lig. Po zakończeniu kolejnego sezonu opuścił Turcję i został zawodnikiem Sepahan Isfahan.
| Sezon   | Klub                 | Kraj    | Rozgrywki     | Mecze | Bramki | Rozgrywki Europy      | Mecze | Bramki |
| ------- | -------------------- | ------- | ------------- | ----- | ------ | --------------------- | ----- | ------ |
| 2004/05 | Haladás Szombathely  | Węgry   | NB I          | 25    | 3      | –                     | –     | –      |
| 2005/06 | UC Sampdoria         | Włochy  | Serie A       | 0     | 0      | –                     | –     | –      |
| 2006/07 | UC Sampdoria         | Włochy  | Serie A       | 4     | 0      | –                     | –     | –      |
| 2007/08 | UC Sampdoria         | Włochy  | Serie A       | 0     | 0      | Puchar Intertoto UEFA | 2     | 0      |
| 2008/09 | U.S. Avellino (wyp.) | Włochy  | Serie B       | 28    | 4      | –                     | –     | –      |
| 2009/10 | AS Bari (wyp.)       | Włochy  | Serie A       | 16    | 2      | –                     | –     | –      |
| 2010/11 | UC Sampdoria         | Włochy  | Serie A       | 25    | 0      | Liga Europy UEFA      | 6     | 1      |
| 2011/12 | UC Sampdoria         | Włochy  | Serie B       | 6     | 0      | –                     | –     | –      |
| 2011/12 | AS Monaco            | Francja | Ligue 2       | 17    | 0      | –                     | –     | –      |
| 2012/13 | FK Krasnodar         | Rosja   | Priemjer-Liga | 26    | 1      | –                     | –     | –      |
| 2013/14 | Urał Jekaterynburg   | Rosja   | Priemjer-Liga | 17    | 1      | –                     | –     | –      |
| 2014/15 | Diósgyőri VTK        | Węgry   | NB I          | 10    | 0      | –                     | –     | –      |

Stan na: koniec sezonu 2014/2015

## Kariera reprezentacyjna
Występował w węgierskiej reprezentacji, która zdobyła brązowy medal na Mistrzostwach Świata U-20 w Egipcie. W meczu o 3. miejsce nie trafił rzutu karnego w serii 11-nastek. Strzelił 5 goli w 6 meczach, co dało mu 2. miejsce w tabeli króla strzelców za Dominickiem Adiyiahem z Ghany. W seniorskiej reprezentacji Węgier zadebiutował 29 maja w meczu z Niemcami.

## Osiągnięcia
Srebrny but na Mistrzostwach Świata U-20 w Egipcie